# Mesochorus aurantiacus
Mesochorus aurantiacus là một loài tò vò trong họ Ichneumonidae.